# Cinq jeunes filles
Cinq jeunes filles est une série française de treize romans d'aventures maritimes pour la jeunesse écrite par Georges-Gustave Toudouze et publiée de 1954 à 1967 aux éditions Hachette dans la collection Bibliothèque verte. La série n'est plus rééditée depuis 1979.

## Le thème de la série
Cinq jeunes amies : trois Bretonnes (Martiale Cartier, les jumelles Marguerite et Geneviève Trévarec), une Parisienne (Marie-Antoinette Marolles, remplacée en cours de série par sa sœur Anne) et une Bourguignonne (Paulette Montrachet), naviguent le long des côtes européennes à bord de leur yacht, "L'Aréthuse". Le capitaine du yacht, Martiale Cartier, la descendante du navigateur Jacques Cartier. D'escale en escale, les jeunes filles rencontrent diverses personnes et aventures.

## L'auteur de la série
Les romans de la série Cinq jeunes filles sont les derniers de la longue carrière littéraire de Georges-Gustave Toudouze (1877-1972), commencée en l'année 1900. Romancier et historien breton, il a beaucoup écrit sur les thèmes de la mer et de la Bretagne, ses sujets de prédilection. Plusieurs de ses récits ont été couronnés par l'Académie française, notamment Le Petit Roi d'Ys en 1923. 
Le style parfois emphatique, et l'abondance de vocabulaire maritime complexe, peuvent surprendre dans une série pour la jeunesse des années cinquante et soixante.

## Liste des titres
- Cinq jeunes filles sur "L'Aréthuse" 1re édition : 1954, Illustrations de Henri Faivre, 256 p. Réédition : 1960, illustrations de Christian Dufour.

- Cinq jeunes filles à Venise 1re édition : 1955, illustrations de Henri Faivre, 256 p. Réédition : 1964, nouvelle illustration de couverture de Henri Faivre.

- Cinq jeunes filles à Capri 1re édition : 1957, B. verte no 284, Illustrations de Henri Faivre, 254 p.

- Cinq jeunes filles chez les pirates 1re édition : 1958, B. verte no 41, Illustrations de Henri Faivre, 255 p.

- Cinq jeunes filles aux Açores 1re édition : 1959, B. verte no 148, Illustrations de Henri Faivre, 254 p.

- Cinq jeunes filles dans l'Atlantique 1re édition : 1960, B. verte no 169, Illustrations de Henri Faivre, 255 p.

- Cinq jeunes filles sur la Tamise 1re édition : 1961, B. verte no 197, Illustrations de Henri Faivre, 254 p. Réédition : 1974.

- Cinq jeunes filles en Armorique 1re édition : 1962, B. verte no 217, Illustrations de Henri Faivre, 254 p. Réédition : 1972, nouvelle illustration de couverture.

- Cinq jeunes filles et L'or des Canaries 1re édition : 1963, B. verte no 241, Illustrations de Henri Faivre, 254 p.

- Cinq jeunes filles et Le viking 1re édition : 1964, B. verte no 262, Illustrations de Henri Faivre, 254 p.

- Cinq jeunes filles à Majorque 1re édition : 1965, B. verte no 288, Illustrations de Henri Faivre, 190 p.

- Cinq jeunes filles face à Interpol

- Cinq jeunes filles aux périls de l'archipel 1re édition : 1967, B. verte no 343, Illustrations de Christiane Dufour, 250 p.

## Source
- Bibliothèque nationale de France (pour la bibliographie)